# スティーブ・スミス (陸上選手)
スティーブ・スミス（Steve Smith、1973年3月29日 - ）は、イギリスの陸上競技選手。1990年代に活躍した走高跳の選手で、1996年アトランタオリンピックの銅メダリストである。リバプール出身。

## 経歴
1991年のヨーロッパジュニア選手権のチャンピオンで、翌年の世界ジュニア選手権でも2m37の英国新記録、世界ジュニアタイ記録で優勝する。このときの記録は2007年現在でも英国、世界ジュニア記録である。1992年には最初のオリンピックとなる1992年バルセロナオリンピックに出場しているが、2m24で12位という結果に終わっている。
1993年カナダのトロントで開催された世界室内選手権で再び2m37の自己ベストタイ記録を出し、キューバのハビエル・ソトマヨル、スウェーデンのパトリック・ショーベリに次いで銅メダル。同年夏のドイツのシュトゥットガルトで開催された世界選手権でも2m37で、優勝したソトマヨル、2位のポーランドのアルツール・パルティカに次いで銅メダルを獲得した。
1994年2月にはドイツのヴッパータールで開催された室内の大会で、2m38の自己新記録を達成。8月に ヘルシンキで開催されたヨーロッパ選手権では2m33で、優勝したノルウェーのシュタイナー・ホーエンに次ぎ、パルティカとともに2位となる。ヨーロッパ選手権の17日後、カナダのビクトリアで開催されたコモンウェルスゲームズでは、オーストラリアのティム・フォーサイスと息の詰まる熱戦を繰り広げた。両者とも2m34を3回失敗した後、ジャンプオフ4回目でスミスは2m32をクリアすることができず銀メダルに終わった。
1995年スペインのバルセロナで開催された世界室内選手権では2m28で7位と惨敗。同年8月のスウェーデンのイェーテボリで開催された世界選手権では2m35で、3位のパルティカと同じ記録であったものの、試技数により惜しくも4位に終わった。
1996年アトランタオリンピックに出場。記録は2m35で、2m39で金メダルを獲得したアメリカのチャールズ・オースチン、2m37で銀メダルを獲得したパルティカに次いで銅メダルを獲得。前回の雪辱を果たした。しかしこの銅メダルがスミスにとって最後のメジャー大会でのメダルとなった。
1997年パリで開催された世界室内選手権では、2m25で6位。夏のアテネで開催された世界選手権では途中棄権に終わる。翌年には首を故障し、1998年は試合を欠場。故障明けの1999年カムバックしたが今度はアキレス腱の故障で、同年で現役を引退した。
現役時代の身長は1m85で、同じ年代で活躍した選手の中ではかなり小柄な部類であった。

## 自己ベスト
- 走高跳 – 2m37 (1992年、1993年)

## 主な実績
| 年   | 大会                   | 場所                       | 種目   | 結果 | 記録 |
| ---- | ---------------------- | -------------------------- | ------ | ---- | ---- |
| 1992 | オリンピック           | バルセロナ(スペイン)       | 走高跳 | 12位 | 2m24 |
| 1992 | 世界ジュニア陸上選手権 | ソウル(韓国)               | 走高跳 | 1位  | 2m37 |
| 1993 | 世界室内陸上選手権     | トロント(カナダ)           | 走高跳 | 3位  | 2m37 |
| 1993 | 世界陸上選手権         | シュトゥットガルト(ドイツ) | 走高跳 | 3位  | 2m37 |
| 1994 | ヨーロッパ陸上選手権   | ヘルシンキ(フィンランド)   | 走高跳 | 2位  | 2m33 |
| 1994 | コモンウェルスゲームズ | ビクトリア(カナダ)         | 走高跳 | 2位  | 2m32 |
| 1994 | IAAFワールドカップ     | ロンドン(イギリス)         | 走高跳 | 3位  | 2m28 |
| 1995 | 世界室内陸上選手権     | バルセロナ(スペイン)       | 走高跳 | 7位  | 2m28 |
| 1995 | 世界陸上選手権         | イェーテボリ(スウェーデン) | 走高跳 | 4位  | 2m35 |
| 1996 | オリンピック           | アトランタ(アメリカ合衆国) | 走高跳 | 3位  | 2m35 |
| 1997 | 世界室内陸上選手権     | パリ(フランス)             | 走高跳 | 6位  | 2m25 |
| 1997 | 世界陸上選手権         | アテネ(ギリシャ)           | 走高跳 | DNF  | -    |